# Dilkea
Dilkea é um género botânico pertencente à família Passifloraceae.